# Dewoitine D.338
Dimensions
Le Dewoitine D.338 était un avion de ligne français des années 30, basé sur le Dewoitine D.332. Au total, 31 appareils sont sortis d'usine, aux couleurs d'Air France, pour relier Paris à Cannes, Damas, Hanoï, Dakar, Hong Kong et Nice.

## Historique
Le Déwoitine D.338 dérivait du prototype Dewoitine D.332 et bénéficiait du savoir-faire acquis en développant le Dewoitine D.333.
L’avion reçut son certificat de navigabilité le 2 juillet 1936.
La première commande d'Air France fut de 21 exemplaires du D.338 modèle 1935. Cette commande fut ensuite portée à 29 avions auxquels s'ajoutent les deux commandés par l'État.
La première route fut ouverte mi-1936. Ce fut Paris-Cannes. Plus tard, les appareils furent mis en service sur la ligne Paris-Dakar. 
Il y eut en janvier 1938 un vol expérimental Paris-Hanoï, puis la route régulière Damas-Hanoï fut ouverte et prolongée jusqu'à Hong Kong en août 1938.
Pendant la Seconde Guerre mondiale, quelques D.338 furent d'abord employés sur Paris-Londres (Heston (en)). L'armistice du 22 juin 1940 mit un terme à l'exploitation régulière des Dewoitine D.338 qui continuèrent cependant à voler en zone libre et sur le réseau africain. Ils furent également exploités par les Lignes aériennes militaires (LAM) entre Beyrouth et Brazzaville. Les forces allemandes capturèrent sept avions qui furent utilisés par la Lufthansa.

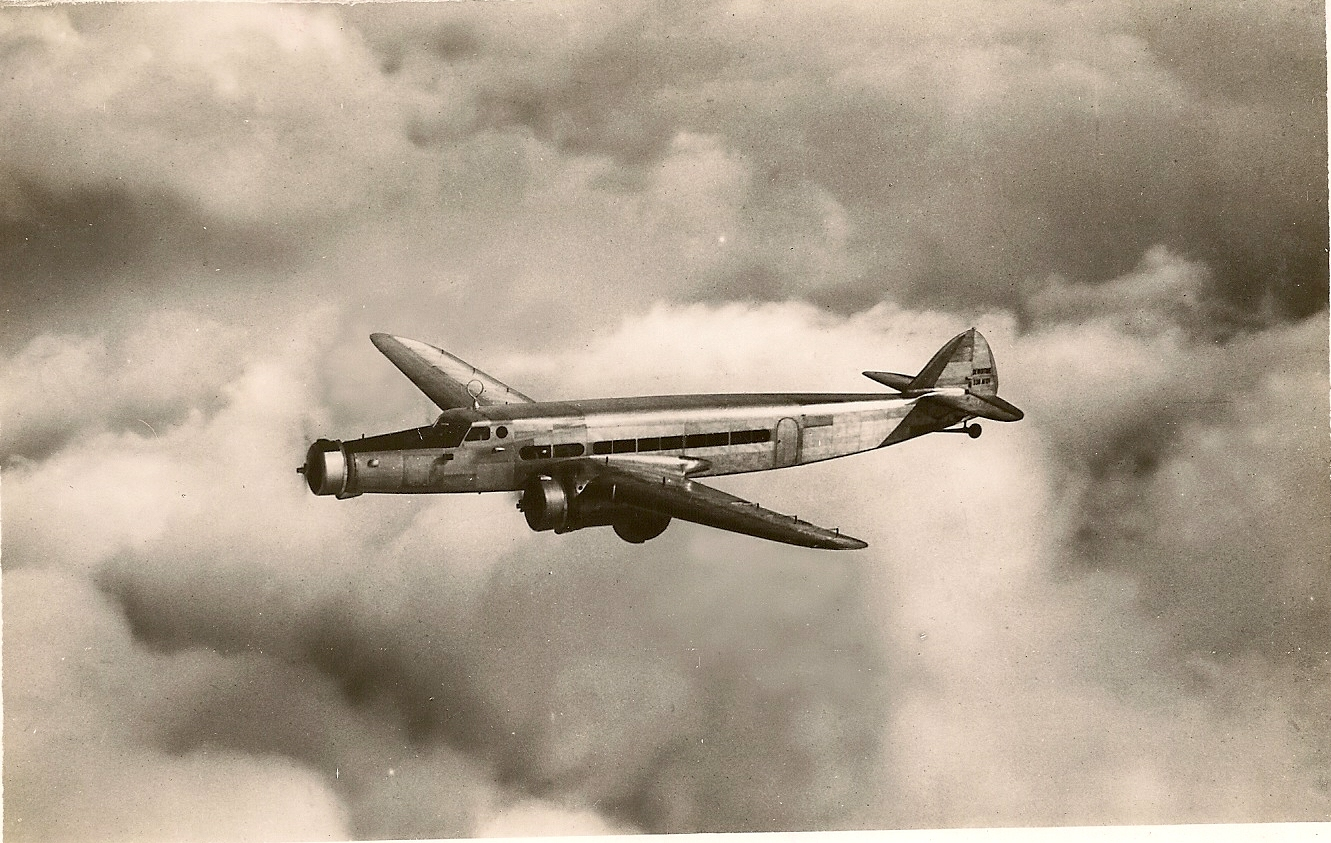
Avion D.338 trimoteur commercial en vol (certainement un exemplaire des LAM, réquisitionné par l'Armée pour ses transports de passagers et personnels)

« L'armée de l'air, démunie d'avions de transport en 1939-1940, improvisa une solution d'urgence en réquisitionnant une quinzaine de machines. Celles-ci furent affectées à cinq unités créées pour la circonstance, les sections d'avions longs-courriers. L'armistice de juin 1940 mit un terme à l'exploitation régulière des Dewoitine D.338 qui continuèrent cependant à voler en zone libre et sur le réseau d'Afrique. Utilisé par le gouvernement de Vichy et par la Deutsche Lufthansa, il intégra aussi les Forces françaises libres en 1943-1944. Neuf d'entre eux encore en état de vol à la fin du conflit furent employés quelques mois avant de disparaître des registres en août 1949. »

— Blog ATF40.forum&culture: les-types d'appareils de reconnaissance et d'observation

## Conception

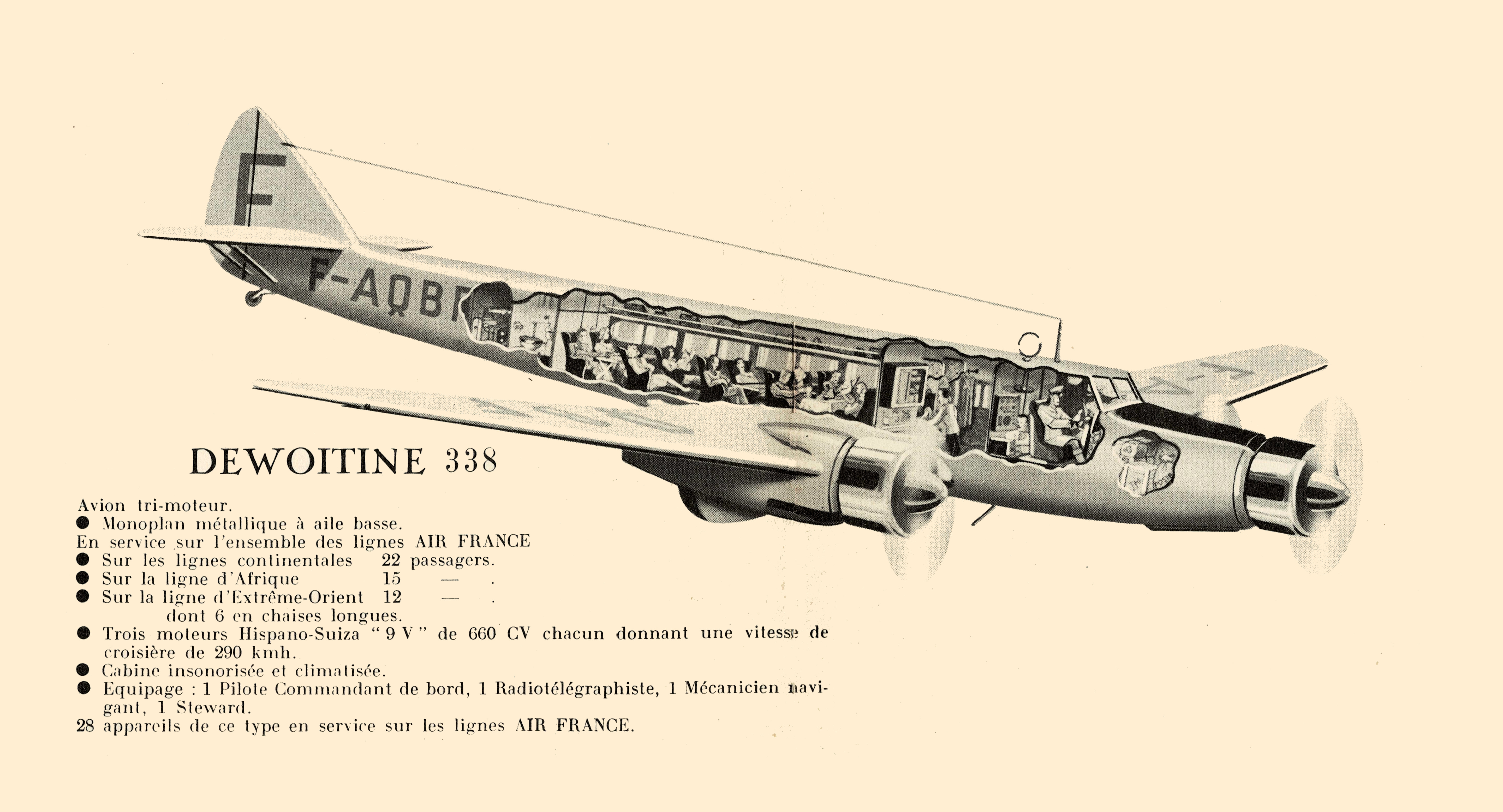
Éclaté d'Air France en 1939.

Le Déwoitine D.338 était un avion trimoteur de transport civil de passagers et de fret. La capacité d’emport était variable suivant l'emploi, elle était de 22 passagers pour les routes courtes (Europe, Afrique du Nord), de 15 à 18 pour les routes moyennes et de douze (avec six couchettes) pour les routes longues ; la cabine était bien insonorisée. Deux soutes à bagage et à fret, une à l'avant et l'autre à l'arrière complétaient la cabine et le poste de pilotage.
L’avion était un monoplan à aile basse, entièrement métallique. Il était propulsé par trois moteurs à pistons de neuf cylindres en étoile refroidis par air de 650 chevaux chacun, des Hispano-Suiza 9V-16/17.
L’appareil avait une envergure légèrement augmentée et un fuselage allongé par rapport à celui du D.332 et fut équipé, dans le courant de l'année 1938, de dégivreurs de bords d'attaque sur l'aile et les empennages.
Le train d'atterrissage était semi-rentrant.

## Évolution
D.338
Version principale, 30 construits.
D.342
Un seul exemplaire construit en 1939 avec des lignes améliorées et une salle pour 24 passagers, alimenté par trois moteurs en étoile Gnome-Rhône 14N de 915 ch. Le 342 a volé pour la première fois le 23 novembre 1938. Il avait une envergure de 26,95 m  pour une longueur de 22,13 m. Livré à Air France en 1942, il a été détruit dans un crash aérien le 27 septembre 1942 en Algérie.
D.620
Développement du D.338 avec 3 moteurs en étoile  avec compresseur d'air Gnome-Rhône 14Krsd de 880 ch et salle pour 30 passagers. Un seul exemplaire construit mais pas livré.

## Opérateurs
France
- Air France

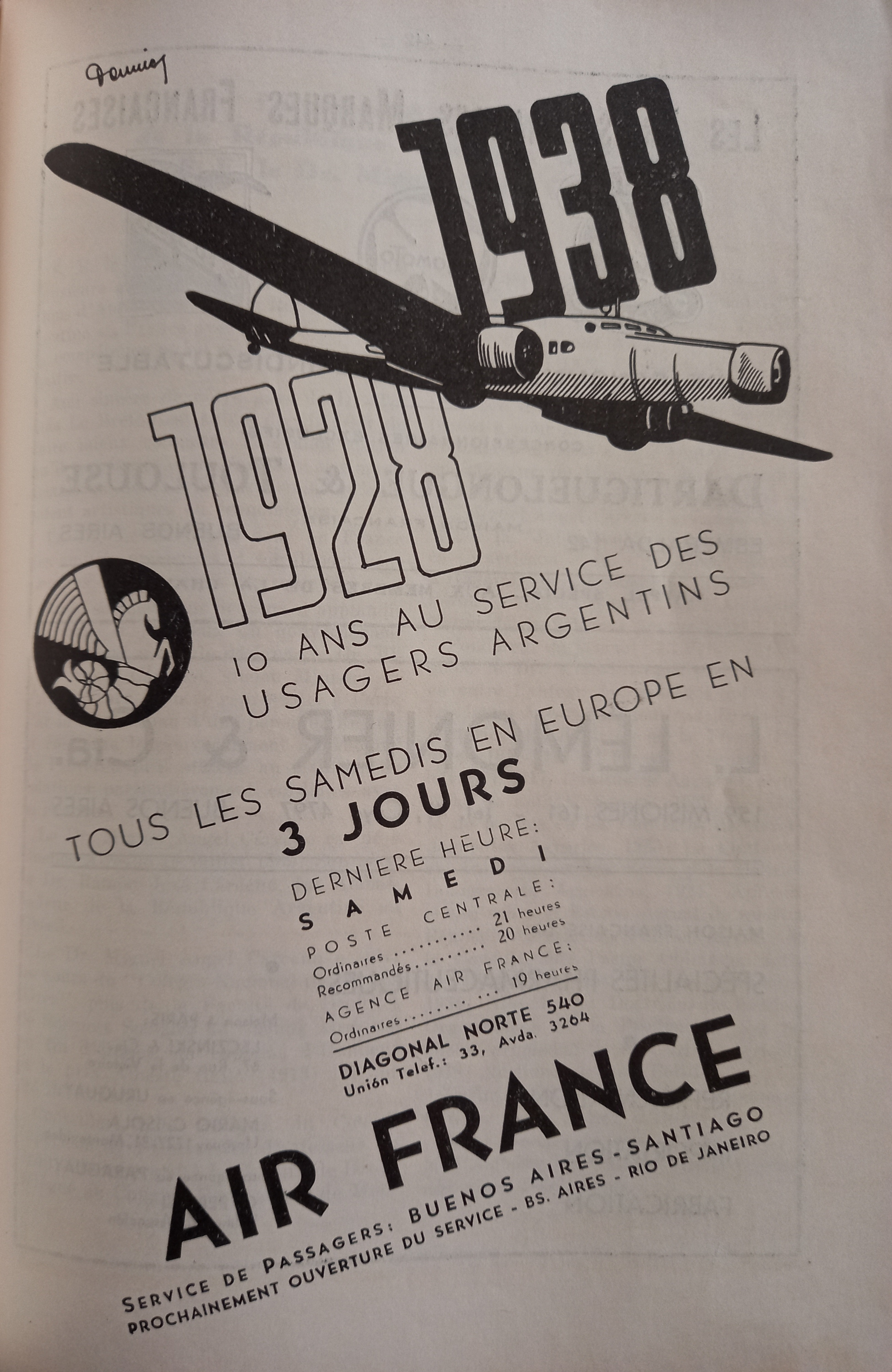
Publicité d'Air France pour le trajet Buenos Aires - Europe (juillet 1938)

- Lignes Aériennes Militaires (LAM), une ligne aérienne des forces françaises libres, fait voler des D.338 entre Beyrouth et Brazzaville, au Congo français pendant la Seconde Guerre mondiale.
- Armée de l'air

 Reich allemand
- Lufthansa fait voler sept D.338, saisis par les Allemands, pendant la Seconde Guerre mondiale.

 Argentine
- La Force aérienne argentine fait voler 2 Dewoitine D.338  après la Seconde Guerre mondiale: F-AQBT Ville de Chartres avec l'enregistrement militaire T 170 et F-AQBR Ville de Pau devient T 171. Ces 2 avions ont volé jusqu'à la fin des années 1940.

## Sources